# 夹谷吾里补
夾谷吾里補（1082年—1186年），暗土渾河人，后来移居到了天德。金朝初年将领。

## 传记
吾里補有智略，隸完颜婁室帳下，攻打依附辽国的女真人，招降太彎的照三等部。他跟着婁室救斡魯古於鹹州，敗遼兵于押魯虎城。遼軍在遼水扎营，吾里補五謀克軍乘夜攻击，遼軍驚潰，几乎全部被斩杀或者俘虏。金太祖收国二年（1116年），完颜斡魯伐高永昌渤海军，吾里補以數騎奮擊于遼水之上，又以四十騎伏於水路要道，遇敌军巡逻侦查骑兵就攻击，獲生口，因此盡知永昌虛實。完颜阿骨打嘉他，賞奴婢八人。永昌駐軍於兔兒陀，先據水路要道，金軍不得渡河。吾里補與撒八射殺其先鋒二人，永昌眾稍微后撤，大軍遂渡遼水。当攻廣寧时，軍帥選勇士先登，吾里補與赤盞忽沒渾各領所部，突入敌军陣地，大軍跟随他们，于是攻克了廣寧。
完颜阿骨打攻臨潢，吾里補面部重伤，依然奋力拼搏，賞以遼宮女二人。遼王完颜杲已取中京，吾里補以四十騎侦查敵军，獲遼喉舌人，因此知到了遼主所在地方。後從都統完颜斡魯平定雲中，從完颜宗翰屯守應州，遼軍就在附近地区，吾里補以所部擊敗辽军。完颜宗望伐宋，宋安撫使蔡靖到吾里補那里投降。完颜婁室攻陝西，諸郡经常反复叛乱，吾里補打败了他们。在富平打敗張浚軍，吾里補先登，金睿宗賞以金器名馬。于是以他为先鋒攻蘭州，攻下这座城。加昭武大將軍，授世襲猛安。屡经升官至孛特本部族節度使，因为年老退休，封芮國公。大定二十六年（1186年）卒，一百有五歲。

## 轶事
吾里補多智略，膂力過人，雖甚老，勇健不少衰。大定初，劇賊嘯聚，出特鄙關，吾里補率鄉里年少逆擊之，賊黨遂潰。事聞，賞賚甚厚。

## 家庭
- 父：夹谷兀屯，討烏春、窩謀罕有功。